# Маккараперунат
Маккараперунат ( по-фински «колбасный картофель») — Уличная еда популярная в Финляндии и других странах скандинавии (учитывая Карелию и Кольский полуостров)  Блюдо состоит из картофеля фри и нарезанных ломтиков колбасы (чаще всего кубиками) которые можно обжарить во фритюре  или запечь в духовке  ,подавать с приправами и Овощами.
Количество приправ в блюде и его качество зависят от конкретного киоска уличной еды. Традиционно в блюдо добавляют горчицу, кетчуп, лук, чеснок, маринованные огурцы и майонез. 
В Ювяскюля это блюдо известно как taksari, сокращение от taksimiehen erikoinen («специальное предложение для таксиста»), в Рованиеми под названием makkaraherkku («колбасное наслаждение»), а в Куопио как sitä sun tätä («то и то»).